# Rompan todo: La historia del rock en América Latina
Rompan todo: La historia del rock en América Latina es una miniserie documental y musical de 2020, basada en el movimiento del rock en español en Latinoamérica. La serie es transmitida por el servicio web Netflix. Fue creada por Nicolás Entel y dirigida por Picky Talarico. Cuenta con la producción ejecutiva de Nicolás Entel, Picky Talarico, Iván Entel y el músico argentino Gustavo Santaolalla y la producción de la compañía Red Creek.
La miniserie narra la evolución del rock en Latinoamérica desde sus orígenes en los años 50, basada en el rock and roll estadounidense, su conexión con el ámbito sociopolítico de los países en los que se desarrolló, hasta la actualidad; con sus protagonistas como narradores de los sucesos presentados, que presenta artistas como Fito Páez, Charly García, Roberto Musso, Andrés Ciro Martínez, Álex Lora, entre otros. 
Se estrenó el 16 de diciembre de 2020 por Netflix y cuenta con 6 capítulos de aproximadamente una hora de duración.

## Episodios
| Número | Título             | Descripción |
| ------ | ------------------ | --- |
| 1      | La Rebeldía        | El rock latinoamericano se inspiró en Los Beatles y en La Bamba de Ritchie Valens, pero encontró su fuerza en la juventud y la resistencia al totalitarismo.                   |
| 2      | La Represión       | La banda Peace and Love empieza a corear "Tenemos el poder" en Avándaro, el primer festival de rock de México en 1971, y el gobierno reacciona prohibiendo el rocanrol.        |
| 3      | Música a Colores   | Tras la caída de la dictadura militar argentina en 1983 y el terremoto de la Ciudad de México en 1985, el rock en español se dispara con ingenio e identidad.                  |
| 4      | Rock en tu idioma  | Soda Stereo, en Argentina, fue el primer grupo en crear éxitos latinoamericanos, seguido de Caifanes en México y Los Prisioneros en Chile en tiempos de Pinochet.              |
| 5      | Un solo continente | En México, Café Tacvba combina el rock con la música tradicional mexicana mientras Aterciopelados, que triunfa en MTV Latino, hace lo propio con ritmos y sonidos de Colombia. |
| 6      | Una nueva era      | Las bandas de rock apoyan al levantamiento zapatista en México. Cada vez aparecen más mujeres en la escena y el rock continúa con su evolución.                                |